# El Seibo
El Seibo es un municipio de la República Dominicana, que está situado en la provincia de El Seibo.

## Límites
Municipios limítrofes:
|                                                | Norte: Océano Atlántico                 |              |
| Oeste: Sabana de la Mar, Hato Mayor y Consuelo |                                         | Este: Higüey |
|                                                | Sur: Consuelo, Ramón Santana y Guaymate |              |

## Distritos municipales
Está formado por los distritos municipales de:
| Nombre                   | Código   |
| ------------------------ | -------- |
| El Seibo                 | 08080101 |
| Pedro Sánchez            | 08080102 |
| San Francisco-Vicentillo | 08080103 |
| Santa Lucía              | 08080104 |

## Historia
El Seibo es una de las ciudades más antiguas del país; Es una de las provincias iniciales del país, fue creada por la Constitución del 6 de noviembre de 1844 aunque ya existía como división territorial desde épocas coloniales, por esto su fundación data del año 1502 por Juan de Esquivel, conquistador español. El nombre de Seibo, se debe a un jefe tribal de raza taína, que era llamado Seebo. Este Seebo era una especie de subcacique, sujeto a las disposiciones del Cacique de Higuey: Cayacoha.
El nombre de Santa Cruz de El Seibo, es tomado de la costumbre española de colocar en los puntos cardinales la Cruz de Cristo, como protección contra los males. Aún se conserva una cruz llamada Asomante, en el Sector Oeste de la ciudad de El Seibo. 
En el exterior de la ciudad se encuentra un barrio de chabolas con aproximadamente 8000 habitantes. El barrio se originó cuando en 1998 los campesinos perdieron todas sus propiedades por el huracán George. El Gobierno les ha dado un pedazo de tierra en un lugar más seguro entre las montañas. Allí hay ahora chabolas de chapas onduladas. En 2004 el Gobierno empezó un proyecto de construcción social de habitaciones, el barrio Villa Guerrero.

## Economía
En el municipio existe desde hace más de 100 años una fábrica que produce una bebida refrescante llamada mabí, hecha del tallo de una planta llamada bejuco indio y azúcar de caña, que se deja fermentar naturalmente sin agregarle levadura ni otros componentes químicos. Su contenido de alcohol es insignificante. Actualmente, es la segunda provincia productora de cacao. Se estima que produce unos 132,000 quintales de cacao por año, lo que contribuye significativamente a la economía de sus municipios. Otro renglón agropecuario de gran impacto es la ganadería de doble propósito (carne y leche). Según estadísticas de la asociación de ganaderos Adolfo Mercedes, la producción de carne es de unos 3.2 millones de kilos anuales y la de leche ronda en los 45.6 millones de litros por año.

## Festividades
Sus fiestas patronales se inician el 3 de mayo y es la única provincia del país que presenta corridas de toros en sus patronales, patrocinadas por la alcaldía.